# Ronald Friedmann

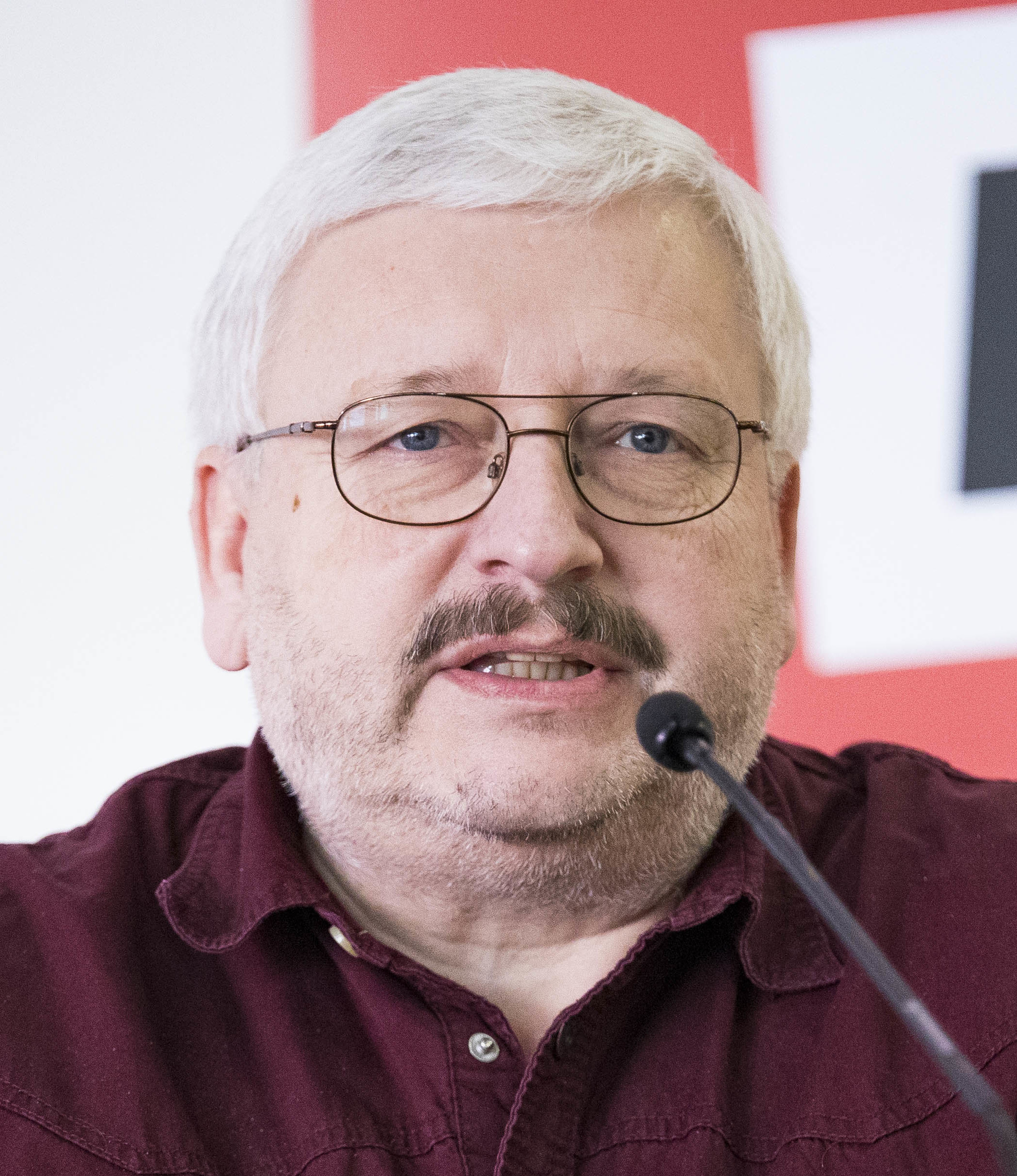
Ronald Friedmann, 2018

Ronald Friedmann (* 1956 in Berlin) ist ein deutscher Historiker, Buchautor und Journalist. Sein Arbeitsschwerpunkt ist die historische Kommunismusforschung.

## Werdegang
Friedmann studierte von 1978 bis 1981 und von 1983 bis 1985 Lateinamerikawissenschaften und Geschichte an der Wilhelm-Pieck-Universität Rostock. Er schloss das Studium mit einer Diplomarbeit über die Mittelamerikapolitik Mexikos ab. Gegen Ende der DDR war Friedmann im Ministerium für Auswärtige Angelegenheiten der DDR tätig. Von 1988 bis 1989 absolvierte er ein postgraduales Studium an der Akademie für Staats- und Rechtswissenschaft der DDR in Potsdam-Babelsberg (Abschlussarbeit zu völkerrechtlichen Aspekten des „Falkland-Malwinen-Konflikts“). Friedmann promovierte 2015 mit einer Arbeit über Arthur Ewert an der Universität Potsdam. Er lebt und arbeitet in Berlin.
Friedmann ist seit 2013 Mitglied der Historischen Kommission der Partei Die Linke und gehört seit 2017 zu deren Sprecherrat.

## Persönliches
Der Großvater von Friedmann, Bernhard Friedmann, gehörte zu den jüdischen Flüchtlingen, die 1940 nach dem Versuch der illegalen Einwanderung nach Palästina von den britischen Mandatsbehörden nach Mauritius deportiert und dort bis 1945 interniert wurden. Bernhard Friedmann starb 1943 auf Mauritius im Alter von 48 Jahren und wurde auf dem jüdischen Friedhof nahe Beau Bassin beigesetzt.

## Schriften (Auswahl)
Monografien
- Exil auf Mauritius 1940 bis 1945. Report einer „demokratischen“ Deportation jüdischer Flüchtlinge. edition ost, Berlin 1998, ISBN 3-932180-29-1.
- Der Mann, der kein Spion war. Das Leben des Kommunisten und Wissenschaftlers Klaus Fuchs. Ingo Koch Verlag, Rostock 2005, ISBN 3-938686-44-8; Neuausgabe: epubli, Berlin 2020, ISBN 978-3-7502-9791-3.
- Ulbrichts Rundfunkmann. Eine Gerhart-Eisler-Biographie. edition ost, Berlin 2007, ISBN 978-3-360-01083-4.[1]
- Die Zentrale. Geschichte des Berliner Karl-Liebknecht-Hauses. Karl Dietz Verlag, Berlin 2011, ISBN 978-3-320-02254-9.
- Arthur Ewert. Revolutionär auf drei Kontinenten. Karl Dietz Verlag, Berlin 2015, ISBN 978-3-320-02319-5.
- Salut für Sonja. Geschichte und Zeitgeschichte im „Disput“. epubli, Berlin 2020, ISBN 978-3-7502-9939-9.
- Sabo. Das kurze Leben der Elise Ewert. epubli, Berlin 2022, ISBN 978-3-7565-4256-7.
- „Wenn Moskau das so will …“. Eine Ernst Thälmann Biografie. trafo Wissenschaftsverlag, Berlin 2025, ISBN 978-3-86464-278-4.

Herausgeberschaften
- Was wusste Thälmann? Unbekannte Dokumente zur Wittorf-Affäre. Karl Dietz Verlag, Berlin 2020, ISBN 978-3-320-02374-4.

Aufsätze (Auswahl)
- Gerhart Eisler und die Sozialfaschismus-Konzeption in der KP der USA. In: Widerstand in der Illegalität und im Exil. Der 30. Januar 1933 im Spiegel deutscher Biographien. Konferenzbeiträge, Teil II, Pankower Vorträge 115. Helle Panke, Berlin 2008, S. 44–49.
- Politisches Denken und Handeln bei Klaus Fuchs. In: Günter Flach und Klaus Fuchs-Kittowski (Hrsg.): Ethik in der Wissenschaft – Die Verantwortung des Wissenschaftlers. Zum Gedenken an Klaus Fuchs. trafo Wissenschaftsverlag, Berlin 2008, ISBN 978-3-89626-693-4, S. 203–211.
- Walter Ulbricht und Gerhart Eisler. Skizze einer seltsamen Freundschaft. In: JahrBuch für Forschungen zur Geschichte der Arbeiterbewegung. NDZ Berlin, September 2009, S. 95–107.
- Arthur Ewert und Elise Saborowski. Zwei Deutsche in der frühen kommunistischen Bewegung Kanadas. In: JahrBuch für Forschungen zur Geschichte der Arbeiterbewegung. NDZ Berlin, Januar 2011, S. 5–21.
- Deportiert auf eine Trauminsel. In: In die Häuser schauen. Aspekte jüdischen Wohnens vom Mittelalter bis ins 20. Jahrhundert. (= Juden in Mitteleuropa. Jahrbuch des Instituts für jüdische Geschichte Österreichs). St. Pölten 2016, S. 64–78.

## Einzelnachweis
1. ↑  Friedmann, Ronald: „Ulbrichts Rundfunkmann“. Rezension von Klaus Arnold in: H-Soz-Kult vom 3. Oktober 2007.

| Personendaten    | Personendaten                       |
| ---------------- | ----------------------------------- |
| NAME             | Friedmann, Ronald                   |
| KURZBESCHREIBUNG | deutscher Historiker und Journalist |
| GEBURTSDATUM     | 1956                                |
| GEBURTSORT       | Berlin                              |